# Son Magraner
Son Magraner és una possessió del terme municipal de Palma situada a la part de la Muntanya, vora la carretera de Valldemossa, entre Son Ripoll i Son Espanyol.

## Història
Des del 1600 es troba documentada i n'era propietària la família Puigdorfila. El 1661 pertanyia a Gaspar de Puigdorfila, cavaller de l'Orde de Sant Jaume i algutzir major de la Santa Inquisició de Mallorca. Confrontava amb el camí de Valldemossa i el torrent d'en Barbarà. Tenia cases i tafona. Era dedicada a oliverars, garroverars i conreu de cereals. Hi havia una guarda d'ovelles i produïa llana i formatge. El 1785, pertanyia a Jordi de Puigdorfila i de Vilallonga, donzell i algutzir major del Sant Ofici de la Inquisició. Tenia tafona i molí de sang. Hi havia morers de fulla i ametlers. El 1817 era de Gaspar de Puigdorfila, tenia una superfície de 121 quarterades (14 de sementers, 7 de pastures i 100 d'oliverar). El 1842, Felip Fuster de Puigdorfila inicià l'establiment de Son Magraner, que donà origen, juntament amb els establits de Son Espanyol (iniciats el 1845), al barri de Son Espanyol. Una de les finques resultants d'aquest procés fou Son Lledó, formada per 20 establits de Son Magraner adquirits per Miquel Lledó Amorós entre 1857-58. El nucli primitiu de Son Magraner, amb les cases, el comprà Josep Villalonga Jordà el 1857. El 1884 Josep Villalonga Jordà vengué el nucli primitiu de Son Magraner a Gabriela Pujol Alemany. Les segregacions continuaren i actualment les cases estan situades en una parcel·la d'11 quarterades i mitja.

## Construccions
El conjunt arquitectònic, de 1017 m², consta d'una sèrie de cossos articulats al voltant d'una clastra. La casa principal se situa al costat de ponent, i està formada per dos cossos de planta rectangular adossats per les façanes de ponent i llevant, respectivament, tots dos amb coberta de teulada, un a tres vessants i l'altre a dos. La façana principal és la de ponent, que té un portal que dona accés a un jardí-hort tancat de paret, on hi ha un safareig. Té tres plantes d'alçat: planta baixa, pis i porxo. S'accedeix al conjunt pel portal forà, situat a la façana de xaloc, d'arc d'ansa de paner adovellat, que dona accés a la clastra, empedrada, amb un coll de cisterna al mig. Unes columnes sostenen un emparralat. La clastra està tancada per tots els costats: a xaloc, pel cos que conté el portal forà, d'una planta i coberta de terrat; a llebeig, per la casa principal, i a la resta, per diversos cossos adossats de diferents alçades, volums i cobertes. Les parets mestres són de pedres en verd, amb cantonades i obertures de marès. Ha patit nombroses modificacions, fruit de diverses reformes que han desfigurat els edificis originals.